# 上格亚伊德施泰因山

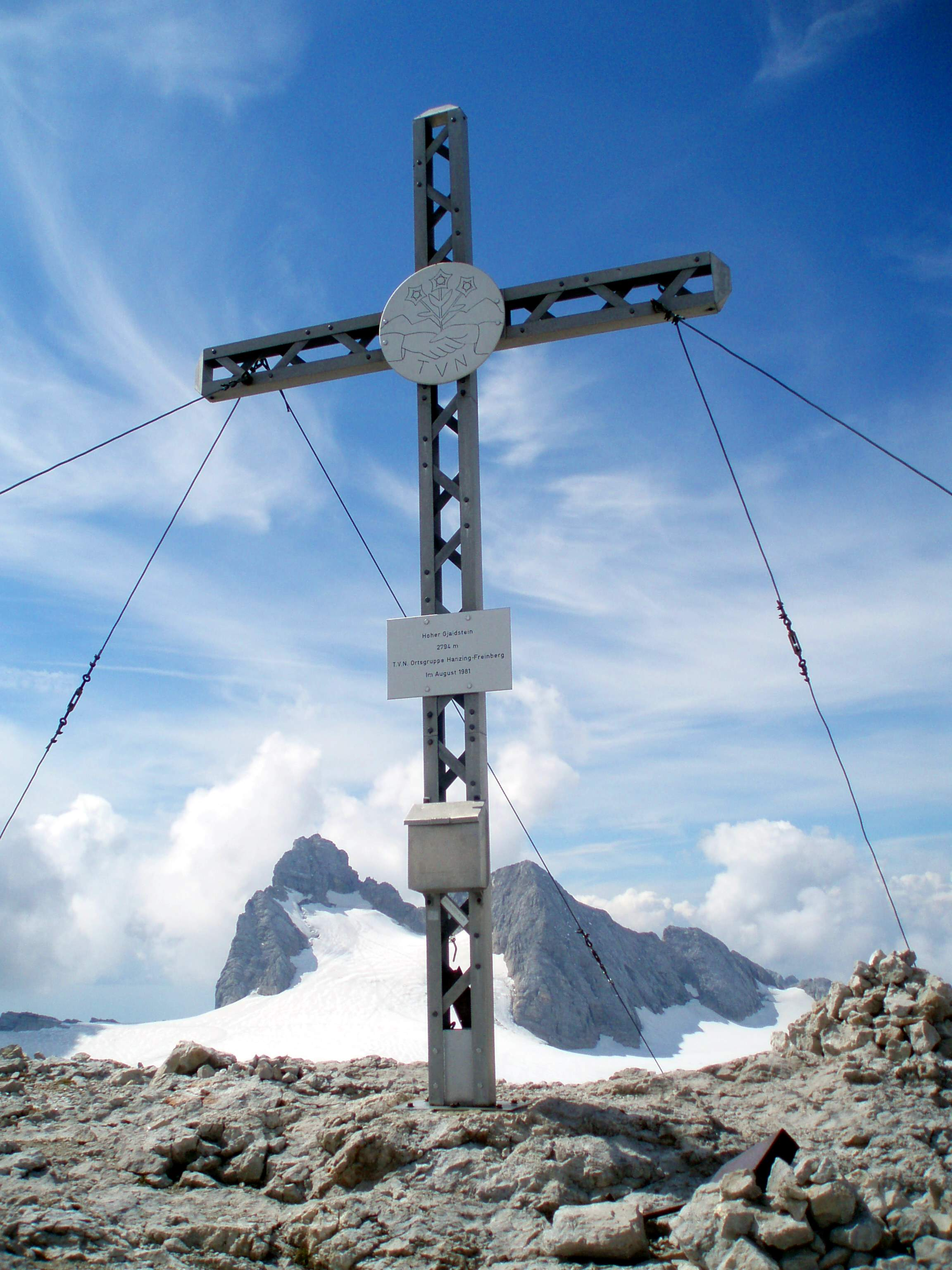

47°28′54″N 13°37′56″E / 47.48167°N 13.63222°E
上格亚伊德施泰因山（德語：Hoher Gjaidstein），是奧地利的山峰，位於該國中部，由上奧地利州負責管轄，屬於达赫施泰因山脉的一部分，海拔高度2,794米，人類在1823年首次登頂。